# フォッカー
フォッカー・アエロプラーンバウ（Fokker Aeroplanbau 、直訳: フォッカー航空機製造）は、かつて存在したオランダの航空機メーカーである。

## 歴史

### ドイツで設立
インドネシア生まれのオランダ人アントニー・フォッカーによって1909年12月29日にドイツのベルリンに設立された。第一次世界大戦でマンフレート・フォン・リヒトホーフェン（通称レッドバロン）の乗機として有名なフォッカー Dr.Iなどの戦闘機を製作した。

### オランダへ

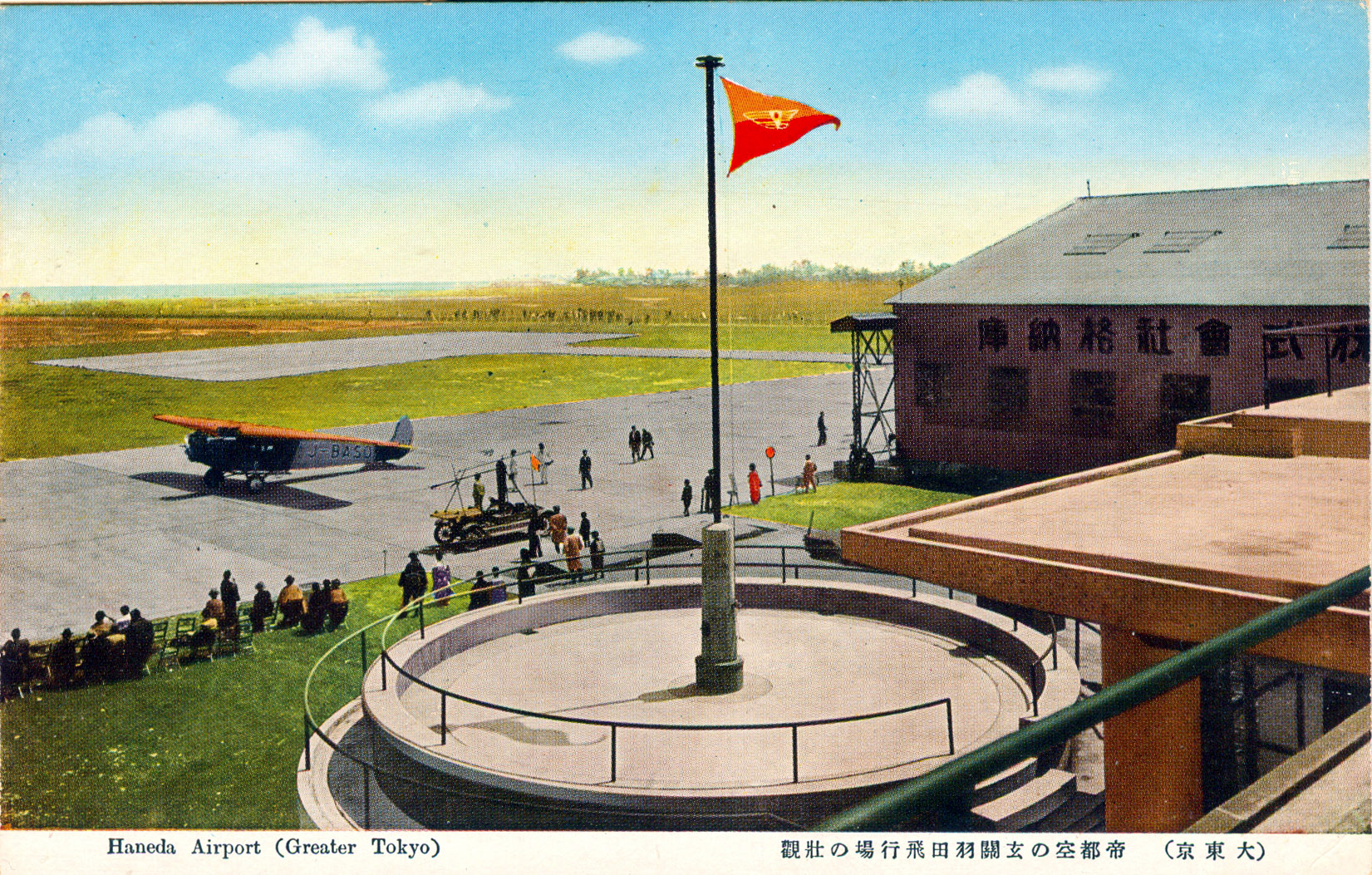
スーパー・ユニバーサル　羽田飛行場

ドイツの敗戦後、航空全面禁止となって航空機製造が困難になると、1919年にオランダに新しいフォッカー社を設立した。旅客機の分野で、フォッカー 3Mなどの製造を行なった。また、1920年代には近代的旅客機の「スーパー・ユニバーサル」を開発し、日本の中島飛行機でもライセンス生産されるなど世界各国で使用された。

### アメリカ支社
アントニー・フォッカーはアメリカに移住し、1923年にはフォッカー社のアメリカ支社としてアトランティック・エアクラフト・コーポレーション・オブ・アメリカを設立した。1930年ゼネラルモーターズ (GM) 傘下ゼネラル・アビエーションとなり、さらに1933年には同じくGM傘下となったノースアメリカンと合併した。アントニー・フォッカーは1939年にアメリカのニューヨーク市で死去した。

### 第二次世界大戦後

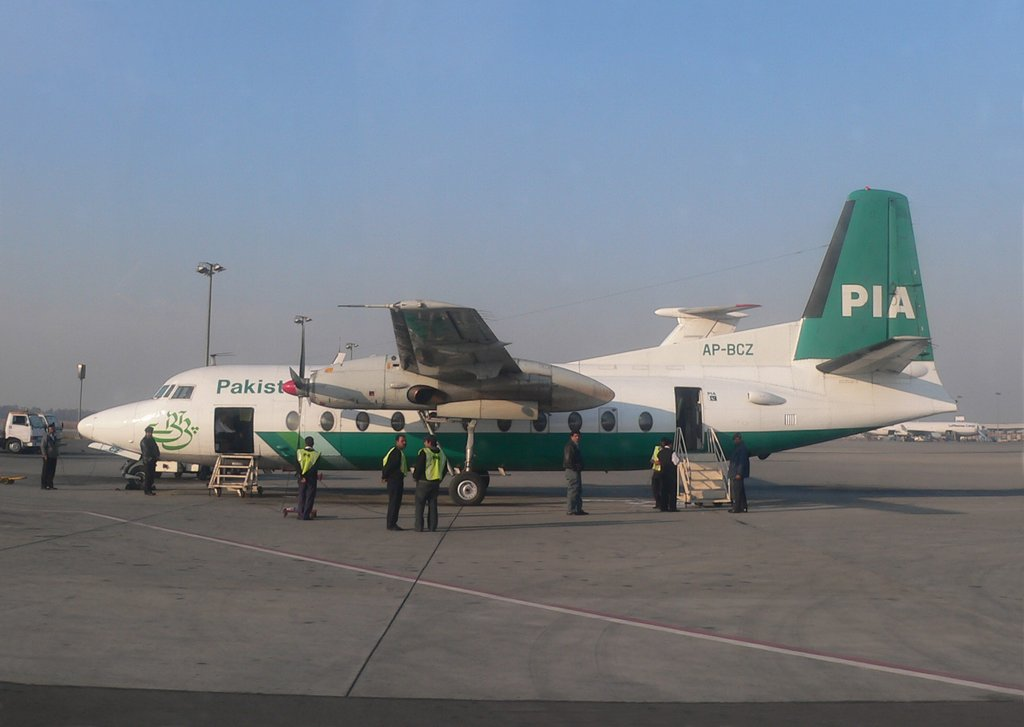
F27「フレンドシップ」

1939年9月に開戦した第二次世界大戦勃発と、その後のドイツによるオランダ占領により一時的に生産及び開発の停止を余儀なくされるが、1945年の終戦後、フォッカー社は活動を再開している。1946年には軽飛行機のフォッカー F.25を開発、引き続き1950年代には旅客機F27「フレンドシップ」やF28「フェローシップ」などの旅客機を製造し、特にF27はベストセラーとなり世界各国で運航された。

### 倒産
フレンドシップ以降はエンブラエルやボンバルディアなど、同クラスの航空機を次々と開発する他企業の成長によって不振となり、1990年代に入りドイツのDASA（ダイムラー・ベンツ・エアロスペース・AG）やフランスのエアロスパシアルなどから出資を受けて経営を立て直そうと試み、1993年にDASAに買収されて完全子会社化された。新型のフォッカー 70の開発・生産が続けられたが、DASAは不振の小型機部門の切り離しに取り掛かったため、1996年に倒産した。

## 航空機リスト

### ドイツ時代
- フォッカー アインデッカー（E.I / E.II / E.III / E.IV）
- フォッカー Dr.I
- フォッカー D.VII
- フォッカー D.VIII

### オランダ時代（戦間期 - 第二次世界大戦）
- フォッカー B.I （飛行艇）
- フォッカー T.VIII （偵察・水上雷撃機）
- フォッカー C.V（偵察・軽爆撃機）
- フォッカー C.X（英語版）（偵察・軽爆撃機）
- フォッカー D.XXI （戦闘機）
- フォッカー D.XXIII （戦闘機）
- フォッカー G.I （戦闘機）
- フォッカー F.VII （旅客機）
- フォッカー スーパーユニバーサル （旅客機）

### オランダ時代（戦後）
- フォッカー F.25（英語版） （軽飛行機）
- フォッカー S.14 （練習機）
- フォッカー F27 Friendship （旅客機）
- フォッカー F28 Fellowship （旅客機）
- フォッカー 50 （旅客機）
- フォッカー 60 （旅客機）
- フォッカー 70 （旅客機）
- フォッカー 100（旅客機）